# Notodelphys canui
Notodelphys canui är en kräftdjursart som beskrevs av Roland 1962. Notodelphys canui ingår i släktet Notodelphys och familjen Notodelphyidae. Inga underarter finns listade i Catalogue of Life.